# NGC 3047
NGC 3047 ist eine linsenförmige Galaxie vom Hubble-Typ S0 im Sternbild Sextant am Südsternhimmel. Sie ist schätzungsweise 268 Millionen Lichtjahre von der Milchstraße entfernt.
Das Objekt wurde am 24. April 1883 von George Washington Hough und Sherburne Burnham entdeckt.